# Topologia liniowa

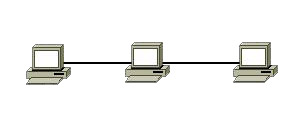
Topologia liniowa

Topologia liniowa (ang. linear bus topology) – jedna z fizycznych topologii sieci komputerowych, odmiana topologii magistrali. Charakteryzuje się tym, że każde urządzenie sieciowe i komputer – oprócz granicznych – połączone jest z dwoma sąsiednimi. Aby móc stworzyć sieć w tej topologii, wszystkie urządzenia (prócz granicznych) muszą posiadać dwa gniazda sieciowe. W topologii liniowej dane są przesyłane przez kolejne połączenia i urządzenia sieciowe, aż dotrą do celu. Poszczególne urządzenia, przez które dane są przesyłane, pełnią rolę wzmacniaczy.
Jest to najprostszy sposób na stworzenie fizycznego połączenia pomiędzy wieloma komputerami bez użycia dodatkowych urządzeń sieciowych, choć wymaga, aby wszystkie urządzenia pracujące w takiej sieci były włączone.
Połączenie urządzeń granicznych ze sobą powoduje przejście do topologii pierścienia.

## Zalety
- niewielkie zapotrzebowanie na przewody
- możliwość zastosowania łączy optoelektronicznych, które wymagają bezpośredniego nadawania i odbierania transmitowanych sygnałów

## Wady
- awaria pojedynczego przewodu, urządzenia sieciowego lub komputera powoduje przerwanie pracy sieci
- niska skalowalność